# Knut d'York
Pour les articles homonymes, voir Knut.
Knut d'York (Knútr en vieux norrois) règne sur le royaume viking d'York, en Northumbrie, aux alentours de l'an 900.

## Règne
D'après son patronyme, ce roi doit être un Danois de race royale peut-être exilé à la suite de la prise du pouvoir par la famille de Gorm le Vieux au Danemark.
Son règne n'est connu que par les pièces de monnaie émise au nom de « CNVT REX » découvertes dans le trésor de Cuerdale en 1840 sur la rivière Ribbe dans le Lancashire. Il semble avoir pris le pouvoir après la mort de Guthfrid, vers 895, et avoir régné aux côtés de Sigurd. Knut est chassé rapidement d'York par le prince Æthelwold de Wessex . Il aurait eu l'ambition de s'implanter à Dublin mais aurait été noyé par un assassin pendant qu'il se baignait.